# Roger Cotes

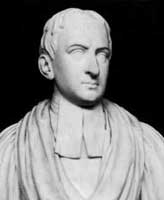
Roger Cotes (1682–1716)

Roger Cotes (* 10. Juli 1682 in Burbage, Leicestershire, England; † 5. Juni 1716 in Cambridge, Cambridgeshire, England) war ein englischer Mathematiker.

## Leben und Wirken
Cotes' gleichnamiger Vater war Schulrektor in Burbage, seine Mutter war Grace Farmer. Roger hatte einen ein Jahr älteren Bruder Anthony und die ein Jahr jüngere Schwester Susanna. Er besuchte zunächst, im Alter von zwölf Jahren, die Leicester School. Cotes' mathematisches Talent fiel dort früh auf und wurde durch seinen Onkel John Smith, der Geistlicher war, gefördert. Er besuchte die St. Paul-Schule in London und studierte ab dem 6. April 1699 am Trinity College in Cambridge, machte dort 1702 seinen Abschluss und wurde 1705 Fellow des Trinity. 1706 wurde er Professor für Astronomie (der erste Plumian Professor, benannt nach dem Stifter), von Isaac Newton und anderen empfohlen. Das zugehörige neu eingerichtete Observatorium, dem Newton eine Uhr spendete, befand sich über dem großen Eingangstor des College. Hier beobachtete Cotes z. B. die totale Sonnenfinsternis vom 22. April 1715. Seine Fähigkeiten lagen jedoch mehr auf theoretischem Gebiet (der Royal Astronomer John Flamsteed war denn auch ein dezidierter Gegner der Ernennung). 1711 wurde er Fellow der Royal Society. 1713 trat Cotes auch in den geistlichen Stand und wurde Diakon und Priester. Er starb mit nur 33 Jahren an einem plötzlichen Fieber.
Roger Cotes galt zu seiner Zeit als bedeutendster Mathematiker Englands nach Isaac Newton. Er arbeitete eng mit diesem zusammen, insbesondere bei der zweiten Auflage von Philosophiae Naturalis Principia Mathematica, die in enger Diskussion zwischen beiden von 1709 bis 1713 entstand. Die Newton-Cotes-Formeln, ein Verfahren der numerischen Integration, sind nach ihnen benannt.
Eine Büste von Cotes steht in der Wren-Bibliothek in Cambridge.

## Werke
Zu Lebzeiten publizierte er nur eine Abhandlung Logometria (Philosophical Transactions Royal Society, März 1714) über Näherungen von Kettenbrüchen.
Mehrere seiner Arbeiten wurden sechs Jahre nach seinem Tod 1722 von Robert Smith unter dem Titel Harmonia mensurarum, sive analysis & synthesis per rationum & angulorum mensuras promotae: accedunt alia opuscula mathematica. in Cambridge veröffentlicht. Robert Smith war sein Vetter, mit dem er aufgewachsen war, später sein Assistent und Nachfolger in Cambridge als Plumian Professor. Unter den veröffentlichten Arbeiten waren auch seine Arbeiten über Interpolation (Canonotechnia) und eine frühe Version der Methode der kleinsten Quadrate.
1738 veröffentlichte Smith die Hydrostatical and pneumatical lectures von Cotes. Weitere Arbeiten von Cotes gab Thomas Simpson 1750 in The Doctrine and Application of Fluxions in London heraus.